# Дібровний провулок (Київ)
Дібро́вний прову́лок — провулок у Голосіївському районі міста Києва, місцевість Віта-Литовська. Пролягає від Столичного шосе до Дібровної вулиці. 

## Історія
Провулок виник у 1-й половині XX століття під назвою Боровий. Сучасна назва — з 1959 року.